# Islamic Circle of North America
Der Islamic Circle of North America (ICNA; Islamischer Kreis Nordamerikas) ist einer der großen Dachverbände des Islam in den Vereinigten Staaten und in Kanada. Er darf nicht mit der ebenfalls länderübergreifend operierenden Islamic Society of North America (ISNA), dem größten Dachverband der USA und Kanadas, verwechselt werden, von dem er unabhängig operiert. Der Islamic Circle of North America wurde 1968 gegründet, seit 1977 besteht  er in der jetzigen Form. Er hat seinen Hauptsitz in Queens, New York.
Gemäß Seyyed Vali Reza Nasr, dem Sohn des Philosophen Hossein Nasr, steht der Verband unter dem Einfluss von Maududi und ist ähnlich aufgebaut wie die von Maududi gegründete Jamaat-e-Islami.
Die langjährige Führungspersönlichkeit und auch Ameer des ICNA war Khurshid Khan (1937–2019).
Weitere frühere Präsidenten des Islamic Circle of North America waren Zahid Bukhari und Naeem Baig. Jetziger Präsident ist Javaid Siddiqi.
Die ICNA nahm an einem interreligiösen Dialog mit dem US-amerikanischen Committee on Ecumenical and Interreligious Affairs (Bischofskomitee für ökumenische und interreligiöse Angelegenheiten) teil.